# Новолабунська сільська рада
Новолабу́нська сільська́ ра́да — колишня адміністративно-територіальна одиниця та орган місцевого самоврядування в Полонському районі Хмельницької області. Адміністративний центр — село Новолабунь.

## Загальні відомості
Новолабунська сільська рада утворена в 1923 році.
- Територія ради: 6,29 км²
- Населення ради: 1 851 особа (станом на 2001 рік)
- Територією ради протікає річка Хомора

## Населені пункти
Сільській раді підпорядковані населені пункти:
- с. Новолабунь
- с. Титьків
- с. Троєщина
- с. Юровщина

## Склад ради
Рада складається з 16 депутатів та голови.
- Голова ради: Саранчук Тетяна Петрівна

### Керівний склад попередніх скликань
| Прізвище, ім'я, по батькові | Основні відомості                                                         | Дата обрання | Дата звільнення |
| --------------------------- | ------------------------------------------------------------------------- | ------------ | --------------- |
| Саранчук Тетяна Петрівна    | Сільський голова, 1957 року народження, освіта вища, член Народної партії | 26.03.2006   | 31.10.2010      |
| Саранчук Тетяна Петрівна    | Сільський голова, 1957 року народження, освіта вища, член Народної партії | 31.10.2010   |                 |

Примітка: таблиця складена за даними сайту Верховної Ради України

### Депутати
За результатами місцевих виборів 2010 року депутатами ради стали:

#### За суб'єктами висування
| Суб'єкт висування               | Кількість обраних депутатів | %    |
| ------------------------------- | --------------------------- | ---- |
| Народна партія                  | 11                          | 68,8 |
| Політична партія «Наша Україна» | 3                           | 18,8 |
| Комуністична партія України     | 2                           | 12,5 |

#### За округами
| № округу                        | Прізвище, ім'я, по батькові   | Дата визнання обраним | Освіта             | Партійна приналежність                | Відомості про обраного депутата                       |
| ------------------------------- | ----------------------------- | --------------------- | ------------------ | ------------------------------------- | ----------------------------------------------------- |
| Комуністична партія України     |                               |                       |                    |                                       |                                                       |
| 5                               | Назаров Микола Терентійович   | 01.11.2010            | вища               | позапартійний                         | СВК «Лабунський», бригадир                            |
| 7                               | Насімчук Юрій Володимирович   | 01.11.2010            | вища               | позапартійний                         | СВК «Лабунський», зав. Майстер май                    |
| Народна Партія                  |                               |                       |                    |                                       |                                                       |
| 1                               | Дехтярук Олесь Юрійович       | 01.11.2010            | вища               | член Народної партії                  | СВК «Лабунський», головний агроном                    |
| 2                               | Сліпченко Леонід Аркадійович  | 01.11.2010            | вища               | член Народної партії                  | СВК «Лабунський», головний ветлікар                   |
| 4                               | Олицький Дмитро Васильович    | 01.11.2010            | вища               | член Народної партії                  | СВК «Лабунський», головний зоотехнік                  |
| 6                               | Яськов Анатолій Йосипович     | 01.11.2010            | середня спеціальна | член Народної партії                  | СВК «Лабунський», головний інженер                    |
| 9                               | Мацвейко Марія Василівна      | 01.11.2010            | середня спеціальна | позапартійна                          | СВК «Лабунський», робоча                              |
| 10                              | Сірик Олександр Миколайович   | 01.11.2010            | середня            | член Народної партії                  | СВК «Лабунський», водій                               |
| 11                              | Марищук Олександр Миколайович | 01.11.2010            | середня спеціальна | член Народної партії                  | СВК «Лабунський», зав. Відділенням с. Юровщина        |
| 12                              | Козенко Василь Олексійович    | 01.11.2010            | середня спеціальна | член Народної партії                  | СВК «Лабунський», завідувачка складом                 |
| 13                              | Грінчук Надія Максимівна      | 01.11.2010            | середня спеціальна | член Народної партії                  | СВК «Лабунський», головний бухгалтер                  |
| 14                              | Боровицька Ольга Василівна    | 01.11.2010            | середня спеціальна | позапартійна                          | Новолабунська амбулаторія, фельдшер                   |
| 15                              | Буцен Ніна Василівна          | 01.11.2010            | середня спеціальна | позапартійна                          | Новолабуеська сільська рада, секретар                 |
| Політична партія «Наша Україна» |                               |                       |                    |                                       |                                                       |
| 3                               | Жук Тетяна Іванівна           | 01.11.2010            | середня спеціальна | позапартійна                          | Новолабунське сільське споживче товариство, продавець |
| 8                               | Ордаш Олександр Антонович     | 01.11.2010            | середня            | позапартійний                         | Полонське районне СКП «Лісовик», лісник               |
| 16                              | Тютюнник Микола Павлович      | 01.11.2010            | вища               | член Політичної партії «Наша Україна» | Новолабунська загальноосвітня школа, вчитель          |